# Лиса (река)
Лиса — река в России, протекает в Рязанской области. Правый приток реки Ермишь.

## География
Река Лиса берёт начало неподалёку от села Власово Ермишинского района. Течёт на восток по открытой местности. Впадает в Ермишь ниже деревни Енгазино Кадомского района. Устье реки находится в 3 км по правому берегу реки Ермишь. Длина реки составляет 33 км, площадь водосборного бассейна — 189 км².

## Данные водного реестра
По данным государственного водного реестра России относится к Окскому бассейновому округу, водохозяйственный участок реки — Мокша от водомерного поста города Темников и до устья, без реки Цна, речной подбассейн реки — Мокша. Речной бассейн реки — Ока.
Код объекта в государственном водном реестре — 09010200412110000028241.